# 괴짜가족 (드라마)
《괴짜가족》(일본어 원제: 浦安鉄筋家族, 우라야스 철근가족)은 TV 도쿄에서 2020년 4월 11일부터 방영되고 있는 일본의 드라마이다.
《주간 소년 챔피언》 2019년 52호(11월 28일 발매)에서 실사 드라마화를 발표했지만. 2020년 4월 11일 (10일 심야)부터 TV 도쿄 계열 드라마 24 시간대로 편성되어 있다 2019년 신종 코로나바이러스 감염병 확산 우려로 촬영을 중단하게 됐으며 제7탄(원래는 5월 23일 (22일 심야) 방송 예정) 이후의 방송이 연기됐다. 결방 기간 동안에는 《勇者ヨシヒコと魔王の城 / 용사 요시히코와 마왕의 성》가 재방송된다.

### 원작, 애니메이션과의 차이점
- 원작과 애니메이션에서는 코테츠카 주인공 취급을 받고 있지만 드라마에서는 다이테츠가 주인공이다[4][5].
- 스토리 구성은 애니메이션처럼 원작을 충실하게 표현한 것이 아닌 원작 ‘무인’ 편의 여러 에피소드를 짜집기 한 후에 드라마 오리지널 인물이나 장면을 추가했다.
  - 에비소드를 세는 단위는 ‘무인’ 및 애니메이션 1기처럼 ‘発目’를 사용한다.
- 다이테츠의 도를 넘은 난폭 운전이나 대변 관련 등, 실사로 표현하는 것이 곤란한 장면이나 일부 미니카나 모형을 사용한 연출로 표현된다.
- 원작에는 오오사와기 가의 인물이 일부만 등장하거나 전혀 등장하지 않는 에피소드가 다수 있지만 드라마에서는 가족 모두[주 1]가 모든 에피소드에 등장하게 변경되어 있다. 이에 따라서 킨테츠가 레귤러화됐다.
- 등장 인물의 패러디 캐릭터는 출연 허가가 내려진 인물만 등장하며 모델이 된 인물이 연기하고 있다.
  - 국회의원은 등장하지 않고 대신에 프로레슬러인 마카베 토기가 본인 역으로 출연한다. 캐릭터로의 역할은 국회의원가 같다.
- 방송할 때에는 “あっぱれ!→장하다!”가 연재중이지만 다음과 같은 경우를 제회하고 등장인물 설정은 ‘무인’ 편을 기준으로 하고 있다. (다만, 아사오카 유미나 다이테츠의 택시 친구 등, 일부 ‘원조!’ 인물이 등장한다)
  - 다이테츠가 자가용 택시로 사용하고 있는 차는 원작에서는 S50 계열 스카이라인이지만 드라마에서는 미즈리나크린의 RAS240 계열 크라운이다.
  - 코테츠와 그 동급생이 초등학교 5학년, 사쿠라와 하나마루키가 고등학교 2학년으로 변경.
  - 킨테츠는 원작과 애니메이션에서는 표준어로 말하지만 드라마에서는 간사이 사투리를 사용한다[주 2]. 또, 원작과 애니메이션보다도 치매가 나아가고 있는 것을 암시하는 묘사가 있다.
  - 핫치와 스타스키가 등장하지 않는다.
  - 진은 원작과 애니메이션에서는 코테츠의 옆 반 전학생이지만 드라마메서는 처음부터 같은 반 친구로 등장한다.
  - 나나코 선생은 원작과 애니메이션에서는 코테츠와는 다른 반의 담임이지만 드라마에서는 코테츠 반의 부담임이다. 또, 하루마키가 실종(조난)됐을 때에 그것을 타서 코테츠 일행에게 그의 존재를 망각시켜서 성실한 인간으로 바로잡자고 기획하는 속이 검은 면이 묘사됐다.
- 원작에 여기저기 등장하는 데데니 랜드(도쿄 디즈니랜드의 패러디)는 드라마에서는 등장하지 않고[주 3] 오피셜 호텔의 외관이 비치는 것에 그치고 있다.
- 하나마루키의 노출 장면은 야외 찰영이 많은 것을 고려해서 연기자에게 삼각팬티를 입혔으며 극 중에는 전라로 취급되어 있지만 실제로는 팬티만 입은 상태이다.

## 등장 인물

### 오오사와기 가족
- 사토 지로 : 오오사와기 다이테츠(大沢木大鉄) 역 - 코테츠의 아빠, 준코의 남편
- 미즈노 미키 : 오오사와기 준코(大沢木順子) 역 - 코테츠의 엄마, 다이테츠의 아내
- 혼다 치카라 : 오오사와기 하루오(大沢木晴郎) 역 - 오오사와기 가의 장남
- 키시이 유키노 : 오오사와기 사쿠라(大沢木桜) 역 - 오오사와기 가의 장녀
- 사이토 타이요 : 오오사와기 코테츠(大沢木小鉄) 역 - 오오사와기 가의 차남
- 키노스케 : 오오사와기 유타(大沢木裕太) 역 - 오오사와기 가의 삼남
- 사카타 토시오 : 오오사와기 킨테츠(大沢木金鉄) 역 - 코테츠의 할아버지, 다이테츠의 아빠

### 진의 가족
- 호시이 코타 : 도이츠 진(土井津仁) 역
- 시시도 미와코 : 진의 엄마 역

### 다이테츠 관련 인물
- 마츠이 레나 : 아사오카 유미(麻岡ゆみ) 역 - 레스토랑 점장
- 타키토 켄이치 : 다이테츠의 택시 손님 역[주 4]
- 츠노다 타카시 : 아사노(浅野) 역 - 택시 운전사
- 이시다 고타 : 이노우에(井上) 역 - 택시 운전사
- 나카가와 하루키 : 우노(宇野) 역 - 택시 운전사

### 코테츠 관련 인물
- 다이토 슌스케 : 하루마키 류(春巻龍) 역 - 코테츠 담임
- 코야마 히루토모 : 스즈키 후구오(鈴木フグオ) 역 - 코테츠의 친구
- 야마시로 루이토 : 우에다 노부히코(上田信彦) 역 - 코테츠의 친구
- 츠치야 키노 : 키쿠치 아카네(菊池あかね) 역 - 코테츠의 친구

### 사쿠라 관련 인물
- 소메타니 쇼타 : 하나마루키(花丸木) 역 - 사쿠라의 남자친구

### 그 외
- 키노 하나 (나레이션)[주 5]

#### 특별 출연
- 후지타 토모코 : 야나기 우메(柳梅) 역
- 오니타 아츠시 : 오오타니 아츠시(大谷暑司) 역
- 아쟈 콩 : 에도무라사키 모모요(江戸紫桃代) 역
- 마카베 토기 : 마카베 토기(真壁刀義) 역[주 6]
- 히로세 아리스 (우정 출연) : 나가사키야 나나코(長崎屋奈々子) 역
- MEGUMI : 니시카와의 엄마 역
- 버팔로 고로 A : 니시카와의 아빠 역
- 히라사와 코코로 : 니시카와 노리코(西川のり子) 역
- 슌페이(페코파) : 슈퍼 점원 역
- 사노 야스오미 : 슈퍼 점원 역
- 마츠오 사토루 : 중화 식당 점주
- 나카무라 유지 : 대식가 방송 MC 역
- Doracö : 대식가 도전자 역

## 방송 시간
| 방송 채널    | 방송 기간                         | 방송 시간                      | 비고 |
| ------------ | --------------------------------- | ------------------------------ | ---- |
| TV 도쿄      | 2020년 4월 11일 ~ 현재            | 매주 토요일 오전 12:12 ~ 12:52 |      |
| 도라마코리아 | 2020년 4월 16일 ~ 현재            | 매주 수요일 또는 목요일 업로드 |      |
| 채널J        | 2020년 4월 27일 ~ 2020년 5월 25일 | 매주 월요일 오후 10:40 ~ 11:20 |      |
| 채널J        | 2020년 6월 2일 ~ 현재             | 매주 월요일 오후 10:00 ~ 10:40 |      |

## 방영 일정
| #     | 날짜     | 날짜         | 날짜     | 부제목                 | 부제목                  |
| #     | TV 도쿄  | 도라마코리아 | 채널J    | TV 도쿄                | 채널J                   |
| ----- | -------- | ------------ | -------- | ---------------------- | ----------------------- |
| 제1탄 | 4월 11일 | 4월 16일     | 4월 27일 | 大鉄ノースモーキング   | 다이테츠 노 스모킹      |
| 제2탄 | 4월 18일 | 4월 23일     | 5월 4일  | 順子エマージェンシー   | 준코 비상사태           |
| 제3탄 | 4월 25일 | 4월 29일     | 5월 11일 | 桜らむドリーミン       | 사쿠라라무 드리밍       |
| 제4탄 | 5월 2일  | 5월 8일      | 5월 18일 | 春巻ティーチン         | 하루마키 티칭           |
| 제5탄 | 5월 9일  | 5월 14일     | 5월 25일 | 西川家ムービン         | 니시카와가 무빙         |
| 제6탄 | 5월 16일 | 5월 21일     | 6월 2일  | チャーハン平らげヌーン | 볶음밥을 먹어 치운 정오 |

### 결방
- 2020년 5월 23일 ~[주 7] : 코로나19 범유행으로 인해서 촬영 일정에 영향이 있어서 방영이 연기

### 내용주
1. ↑  아직 유아인 유타는 제외. 가족이 유타를 데리고 있는 채로 격하게 움직이거나 싸우거나 하는 장면은 인형으로 대체한다.
2. ↑  연기하고 있는 사카타 토시오가 간사이 출신인 것이 연관되어 있다.
3. ↑  제1탄에서 다이테츠에게 담배를 사기 위해서 코테츠가 길 안내 아르바이트를 하는 장면에서는 ‘꿈의 나라(ゆめの国)’라고 돌려서 표현되고 있다.
4. ↑  원작에서는 첫 번째 에피소드에만 등장하는 캐릭터이지만 드라마에서는 다이테츠에게 승차 거부를 당하는 손님은 그에게로 고정되어 있다.
5. ↑  애니메이션 2기와의 관련성은 별로 없다.
6. ↑  엔딩 크레딧 및 공식 사이트에서는 ‘프로레슬러’로 표기되어 있다.
7. ↑  도라마코리아는 5월 28일 ~ ,  채널J는 6월 9일 ~ 에 해당된다.

### 참조주
1. ↑  “ギャグ漫画『浦安鉄筋家族』まさかの実写ドラマ化 キャストは次号の『チャンピオン』で” [개그 만화 “우라야스 철근가족”의 설마하는 실사 드라마화 캐스트는 다음 호 “챔피언”에서]. 《ORICON NEWS》 (일본어). oricon ME. 2019년 11월 28일. 2019년 11월 28일에 확인함.
2. ↑  “「浦安鉄筋家族」2020年4月クールでドラマ化!主演は佐藤二朗に決定『俺が主演でエエんかいな』” [“우라야스 철근가족” 2020년 2분기에 드라마화! 주연은 사토 지로로 결정 ‘제가 주연으로 괜찮으려나’]. 《ザテレビジョン》 (일본어). KADOKAWA. 2019년 12월 2일. 2019년 12월 2일에 확인함.
3. ↑  “テレ東「浦安鉄筋家族」、７話以降放送延期　「勇者ヨシヒコ」再放送へ” [TV 도쿄 “우라야스 철근가족”, 7화 이후 방송 연기 “용사 요시히코” 재방송으로]. 《サンケイスポーツ》 (일본어). 2020년 5월 16일. 2020년 5월 18일에 확인함.
4. ↑  “実写「浦安鉄筋家族」主演は佐藤二朗！「俺が主演でエエんかいな」” [실사 “우라야스 철근가족” 주연은 사토지로! ‘제가 주연으로 괜찮으려나’]. 《シネマトゥデイ》 (일본어). 株式会社シネマトゥデイ. 2019년 12월 2일. 2019년 12월 2일에 확인함.
5. ↑  “矢方美紀「なんでも」浦安鉄筋家族の出演に名乗り” [야카타 미키 ‘뭐라도’ 우라야스 철근가족의 출연에 이름을]. 《日刊スポーツ》 (일본어) (日刊スポーツ新聞社). 2019년 12월 2일. 2019년 12월 2일에 확인함.